# Рибай

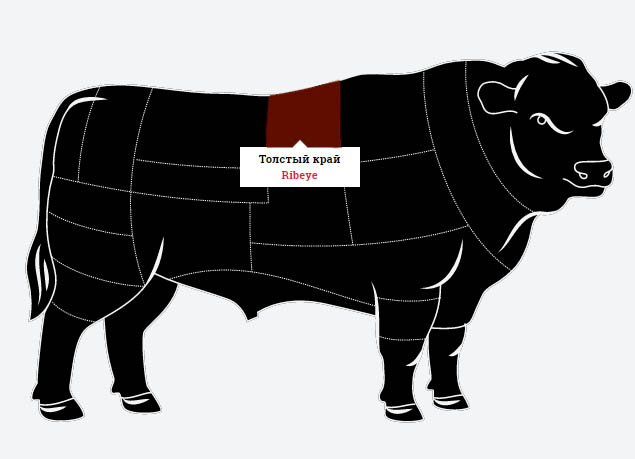
Отруб рибай на схеме разделки говяжьей туши

Рибай (англ. ribeye (англ. rib «ребро» + eye «глаз»)) — наиболее известный стейк в мире. Нарезается из отруба говядины толстый край с 6 по 12 ребро животного и имеет вид, напоминающий глаз.
Отруб, из которого нарезается стейк, находится на пересечении 6 мышц, которые наименьшим образом задействованы в движении животного. Все это имеет принципиальное значение для вкусовых качеств стейка: множество жировых прослоек тают при приготовлении стейка, смягчая мышечные волокна, и мясо получается сочным, приобретая улучшенный вкус.
Классический рибай принято готовить из мраморной говядины зернового откорма.
Рибай на длинной, зачищенной реберной кости имеет название стейк томагавк.

## Приготовление
Стейк готовят в соответствии со следующим принципом: сначала на сильном огне до образования корочки, а потом — на умеренном. Набор приправ минимален: соль, чёрный перец, розмарин и/или тимьян. В заключительной стадии готовки к стейку часто добавляется сливочное масло.
После приготовления мясо накрывают фольгой и дают ему «отдохнуть» несколько минут.  

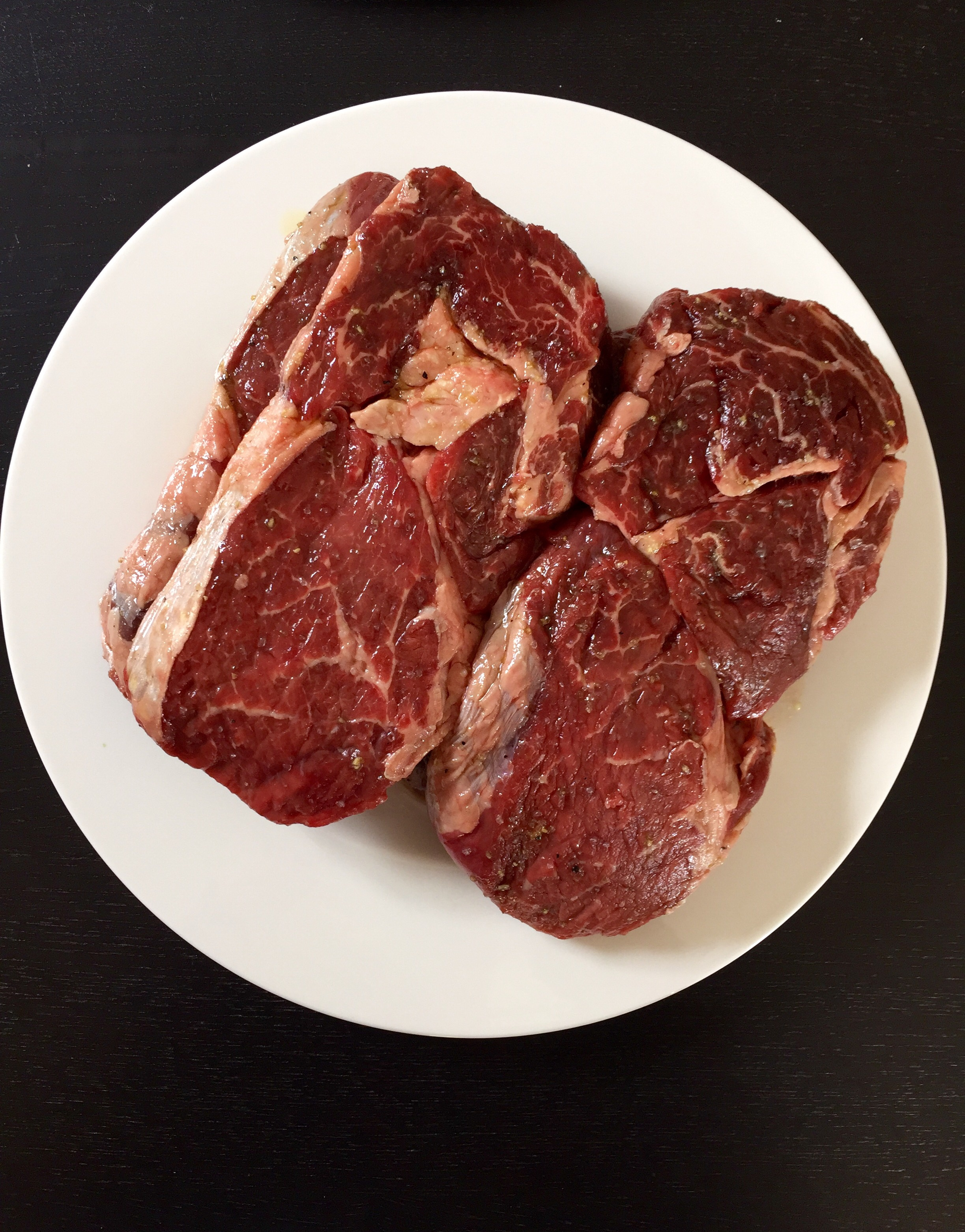
сырой рибай
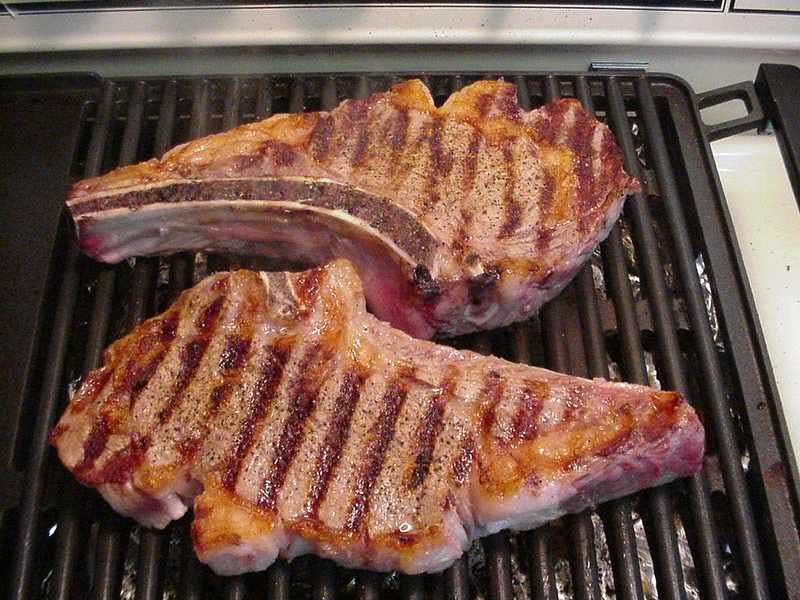
рибай на гриле
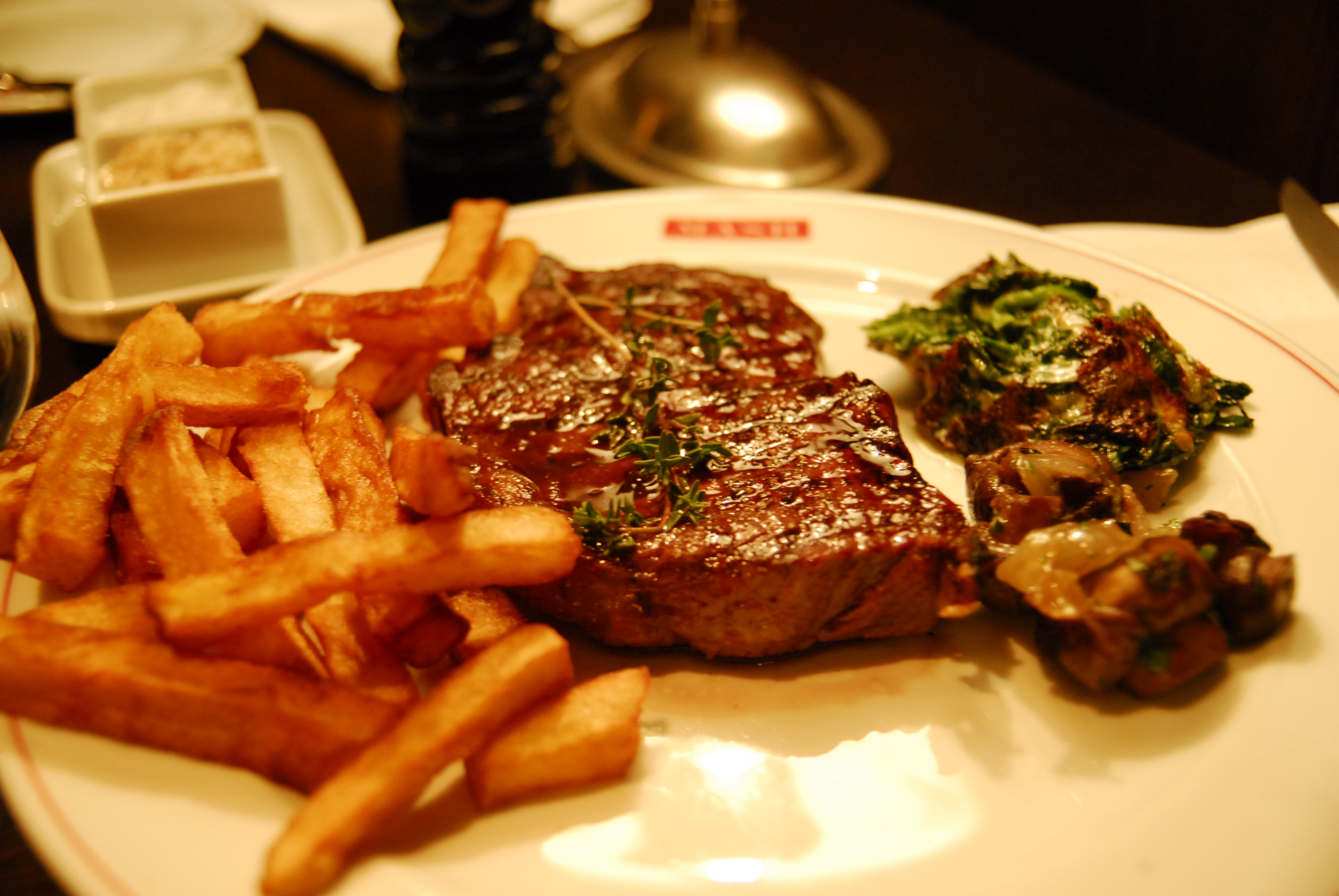
рибай с жареным картофелем
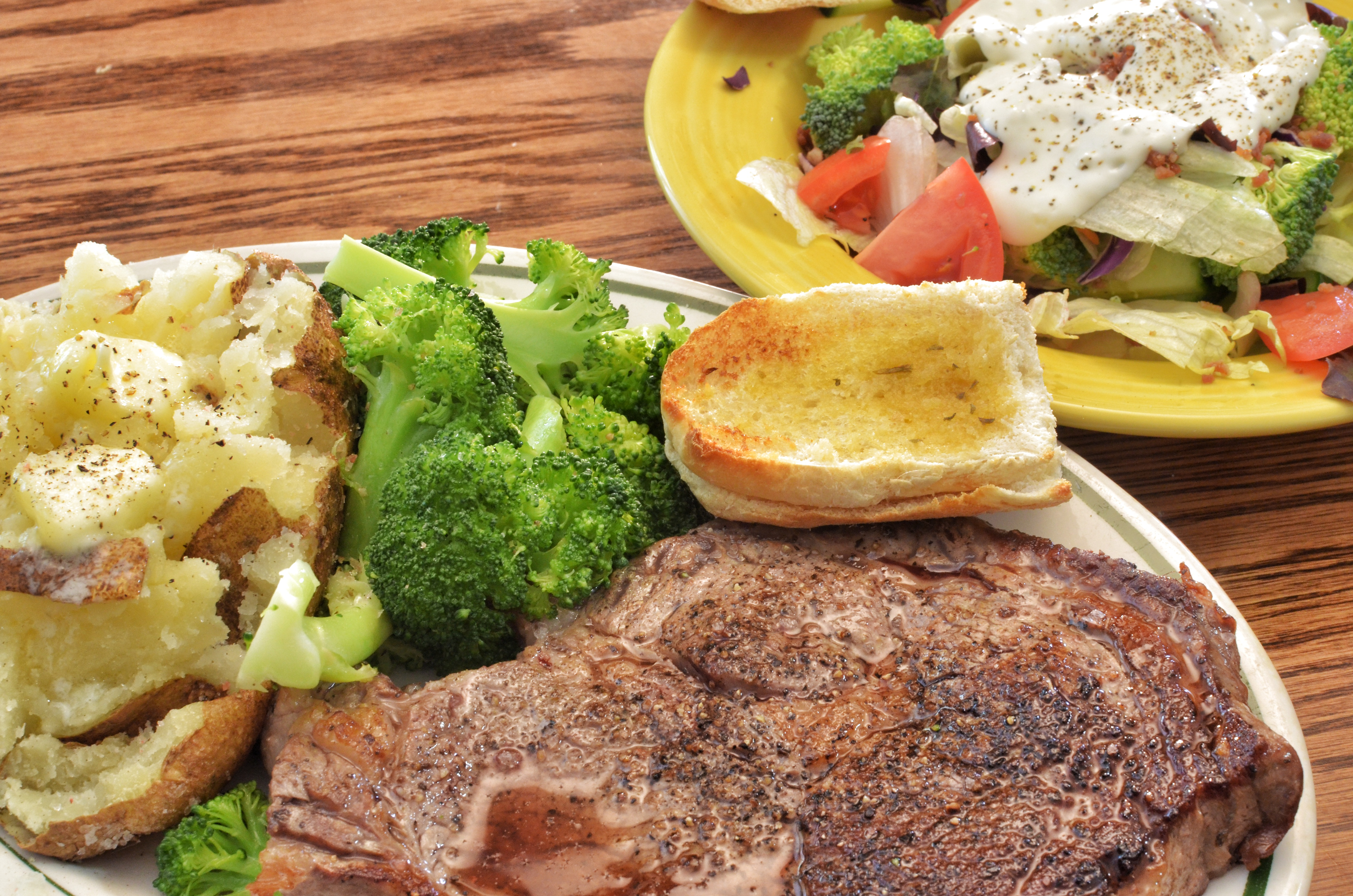
рибай со свежими овощами
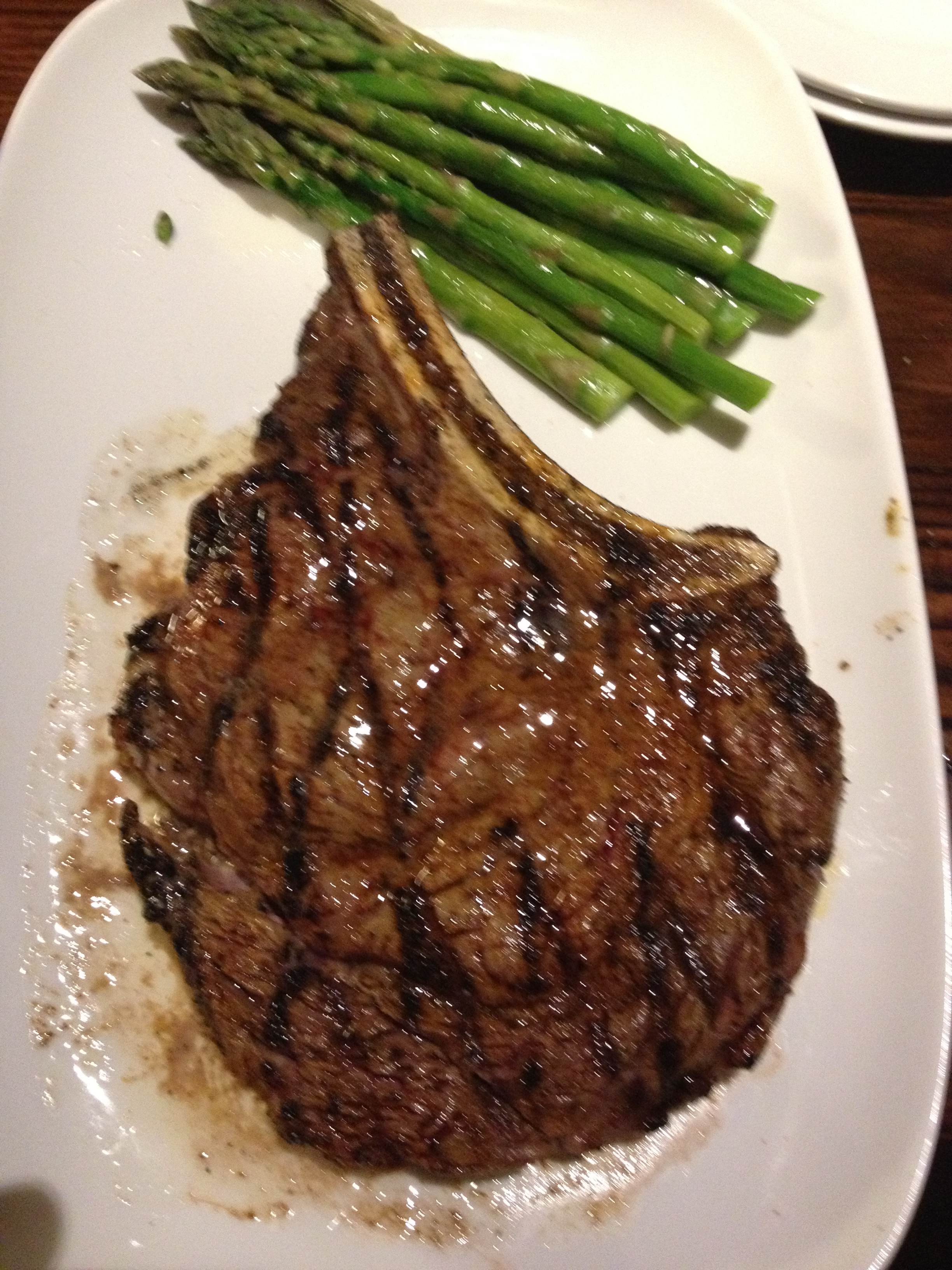
поджаренный на гриле рибай со спаржей